# Boele & Van Eesteren

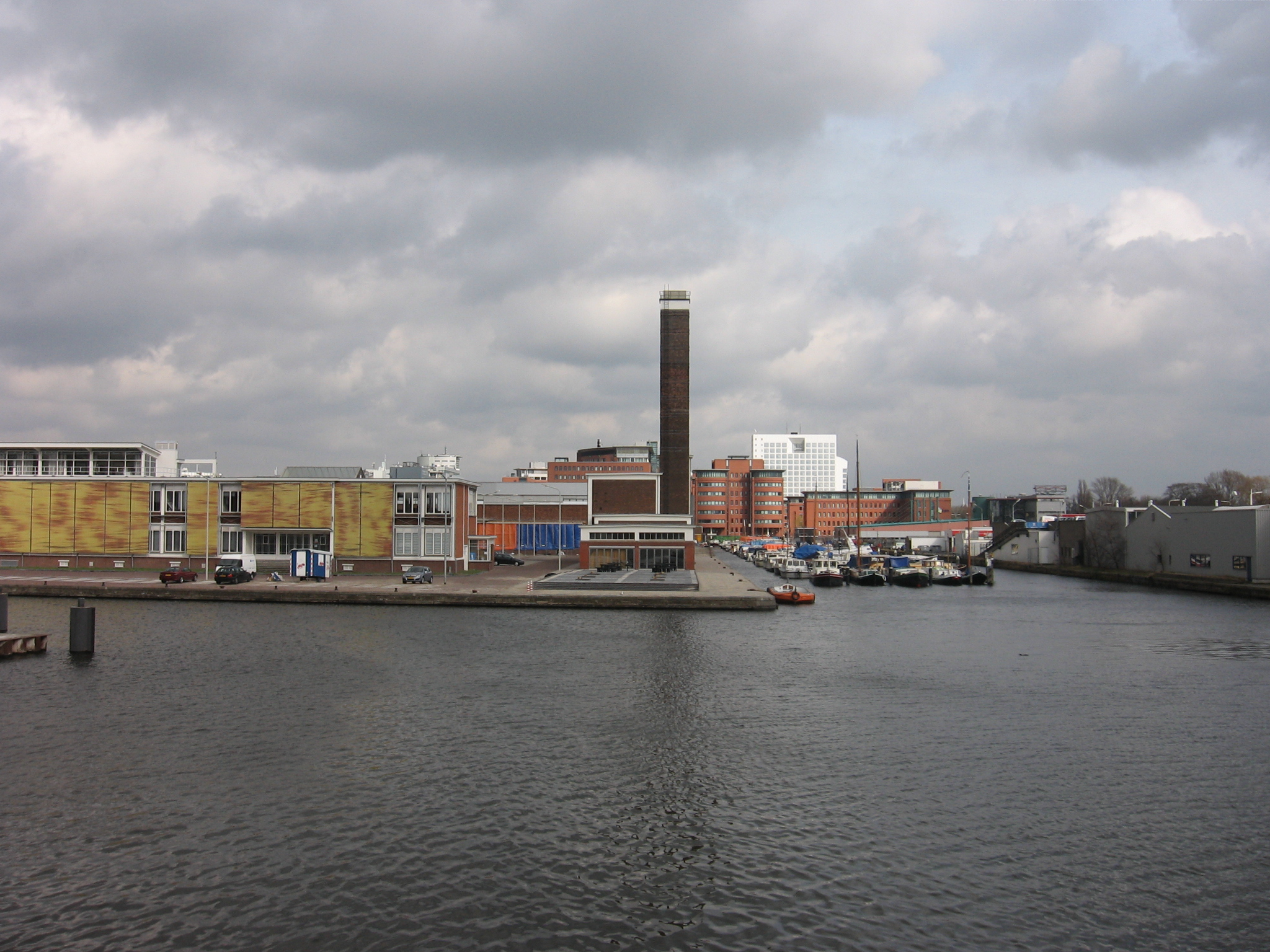
Binckhorsthaven

N.V. Aannemersbedrijf v/h Boele & Van Eesteren is een bouwbedrijf dat gevestigd is te Rijswijk en tegenwoordig een werkmaatschappij is van VolkerWessels.

## Geschiedenis
Het bedrijf werd in 1896 opgericht, toen Balten van Eesteren (1874-1967) een zogeheten klantenzaak (aannemingsbedrijf) te Alblasserdam overnam en tot bloei bracht, zodat al spoedig grote werken konden worden uitgevoerd. In 1903 vond het eerste grote werk plaats: Het hoofdkantoor voor Smit's Scheepswerven.
In 1906 associeerde Van Eesteren zich met Leendert Boele en werd het bedrijf omgedoopt tot: fa. Boele & Van Eesteren. In deze tijd werden er veel werken op het terrein van utiliteitsbouw uitgevoerd, zoals het Van Itersonziekenhuis te Gouda, fabrieksgebouwen te Rotterdam en een elektriciteitscentrale te Leiden. Ook kwamen er woningbouwprojecten tot stand te Schiedam, Den Haag, Papendrecht en Rotterdam.
In 1918 trok Leendert Boele zich uit het bedrijf terug en in 1922 werd de bedrijfsvorm omgezet in een Naamloze vennootschap en kreeg het de huidige naam. Ook nu werden er grote utiliteitswerken uitgevoerd, zoals het Jaarbeursgebouw te Utrecht (1926). Andere opdrachten waren het hoofdkantoor van de Algemene Kunstzijde Unie te Arnhem, elektriciteitscentrales te Rotterdam en Utrecht, de Binckhorsthaven te Den Haag en het hoofdkantoor van de bank Mees. Ook de Rotterdamse wijk Blijdorp werd door het bedrijf aangelegd.
In 1950 werd gewerkt aan de Breedbandwalserij van de Koninklijke Hoogovens. Hier vond in 1951 een langdurige bouwstaking plaats, vanwege het voorgenomen ontslag van een aantal bouwvakarbeiders.
In 1970 fuseerde Boele & Van Eesteren met Van Hattum en Blankevoort en Van Splunder tot de Stevin Groep.